# Educação no estado de São Paulo
A educação do estado de São Paulo tem 14 405 estabelecimentos de ensino fundamental, 12 691 unidades pré-escolares, 5 624 escolas de nível médio e 521 instituições de nível superior, a rede de ensino do estado é a mais extensa do país. Ao total, são 8 981 288 matrículas e 482 519 docentes registrados.

## Indicadores
| Ano        | Português        | Redação           |
| ---------- | ---------------- | ----------------- |
| 2006 Média | 38,86 (3º) 36,90 | 51,93 (9º) 52,08  |
| 2007 Média | 54,25 (2º) 51,52 | 55,98 (11º) 55,99 |
| 2008 Média | 44,86 (2º) 41,69 | 59,70 (7º) 59,35  |

A taxa de analfabetismo dos residentes do estado de São Paulo com idade igual ou superior a 15 anos era de 4,74% no ano de 2008, taxa 3% superior à registrada no ano anterior, de 4,6%. O estado possui a 5ª menor taxa de analfabetismo dentre as 27 unidades federativas do Brasil, atrás apenas do Amapá, Distrito Federal, Santa Catarina e Rio de Janeiro. Em números absolutos, São Paulo reúne a segunda maior população de analfabetos do país, com 1,5 milhão de pessoas. Em 2009, a taxa de analfabetismo funcional entre as pessoas com 15 anos ou mais era de 13,8%.
A média de anos de estudo da população do estado que tem entre 15 e 64 anos é de 8,85. 41,72% da população com idade igual ou superior a 25 anos possui menos de oito anos de estudo e 68,37% da população que tem entre 18 e 24 anos possui o ensino médio completo.
O fator "educação" do IDH no estado atingiu em 2005 a marca de 0,921 – patamar considerado elevado, segundo os padrões do Programa das Nações Unidas para o Desenvolvimento (PNUD).
Tomando-se por base o relatório do Índice de Desenvolvimento da Educação Básica (IDEB) de 2007, o estado de São Paulo obteve o maior índice da  5ª à 8ª série do ensino fundamental entre  os estados brasileiros (3,6). A cidade de São Paulo, por sua vez, ocupa a 9ª posição entre as 27 capitais (4,1). Na classificação geral do Exame Nacional do Ensino Médio (ENEM) de 2007, três escolas do estado figuraram entre as 20 melhores do ranking: os colégios Vértice (3º colocado), Bandeirantes (14º colocado) e Móbile (20º colocado), todos pertencentes à rede privada.

### Matrículas (em 2010)
- Educação infantil: 1.828.031 matrículas (74,2% na rede pública).[14]
- Ensino fundamental: 5.875.983 matrículas (86,5% na rede pública).[14]
- Ensino médio: 1.913.848 matrículas (86,5% na rede pública).[14]
- Ensino superior: 1.109.693 matrículas (15,8% na rede pública).[14]

## Ensino fundamental
Em 2008, o estado de São Paulo tinha 6.030.171 estudantes matriculados no ensino fundamental, 14.397 instituições de ensino e 301.243 professores atuando nessa etapa da educação básica. A rede estadual é a mais ampla, respondendo, nesse mesmo ano, por 2.810.469 matrículas, 5.077 escolas e 135.952 docentes.
Desde 1997, o Governo do Estado de São Paulo adota o regime de progressão continuada, chamado informalmente de "aprovação automática", para todos os ciclos do ensino fundamental. Segundo documentos oficiais do governo paulista, a estratégia de adoção do regime contribui para a universalização da educação básica e estimula a permanência do aluno na escola, além de ser uma forma de otimizar recursos e regularizar o fluxo de alunos da rede segundo a variável "idade/série". Entretanto, o sistema é motivo de polêmicas, opondo pais e professores, que acreditam que a aprovação automática não estimula o aluno a estudar e não o prepara para as etapas futuras da educação, e o governo estadual, que alega que as medidas são bem sucedidas. Especialistas apontam que metade dos alunos egressos desse tipo de sistema são reprovados ao ingressar no ensino médio
Em 2009, a nota média dos alunos do ensino fundamental da rede estadual medida pelo IDESP (Índice de Desenvolvimento da Educação de São Paulo, feito com metodologia elaborada pelo próprio governo paulista) ficou abaixo de quatro, numa escala que vai de zero a 10, o que representa uma situação de estagnação no desenvolvimento do ensino fundamental da rede, face aos resultados dos anos anteriores.

## Ensino superior
Contemplado por expressivo número de renomadas instituições de ensino e centros de excelência, São Paulo é o maior pólo de pesquisa e desenvolvimento do Brasil, responsável por 52% da produção científica brasileira e
0,7% da produção mundial no período compreendido entre os anos de 1998 e 2002. No cenário atual, destacam-se importantes universidades públicas e privadas, muitas delas consideradas centros de referência em determinadas áreas.
As universidades públicas sediadas no estado de São Paulo são:

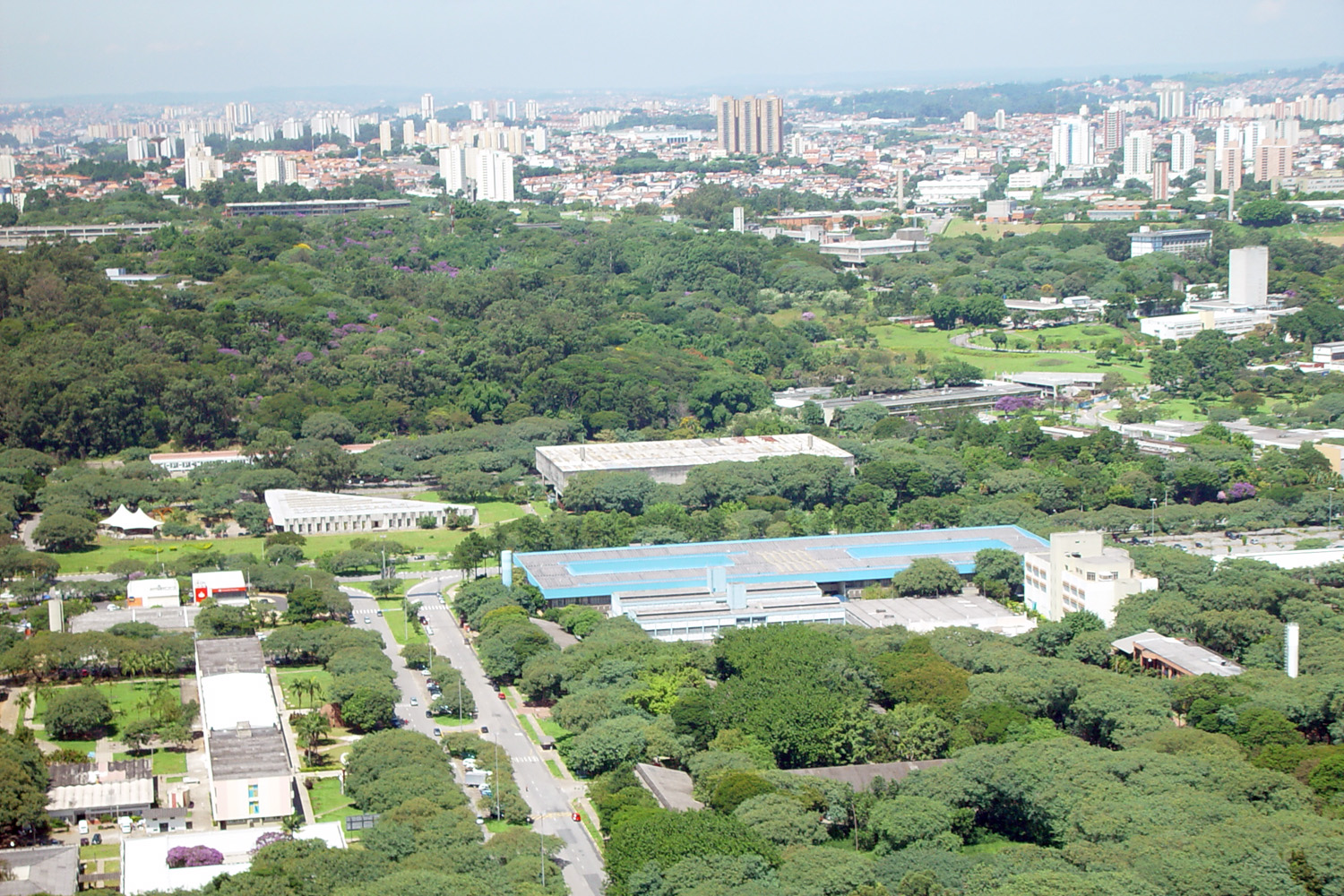
Cidade Universitária Armando de Salles Oliveira, com os edifícios da FAUUSP e da FEAUSP em destaque.

- Universidade de São Paulo (USP): fundada em 1934, desempenha um papel de destaque no desenvolvimento científico nacional. Tem seu principal campus situado às margens do rio Pinheiros, nas dependências da extinta fazenda Butantan, em uma área de 3.600 hectares. É a maior universidade pública do país, e conta com unidades de graduação, pós-graduação, extensão e pesquisa nas áreas de ciências exatas, biológicas e humanas, departamentos complementares, institutos especializados, e fundações conveniadas. Dispõe de sistema de bibliotecas integrado, orquestra, coral, hospitais, centros odontológico e de psicologia clínica, museus, centros esportivos e rádio. No "Ranking das 500 melhores universidades do planeta" – divulgado em novembro de 2007 pelo "Higher Education Evaluation & Accreditation Council of Taiwan", que avaliou e classificou o desempenho da produção científica em universidades do mundo todo – a USP aparece como a instituição de ensino superior da América Latina mais bem colocada, ocupando a 94ª posição.[21]

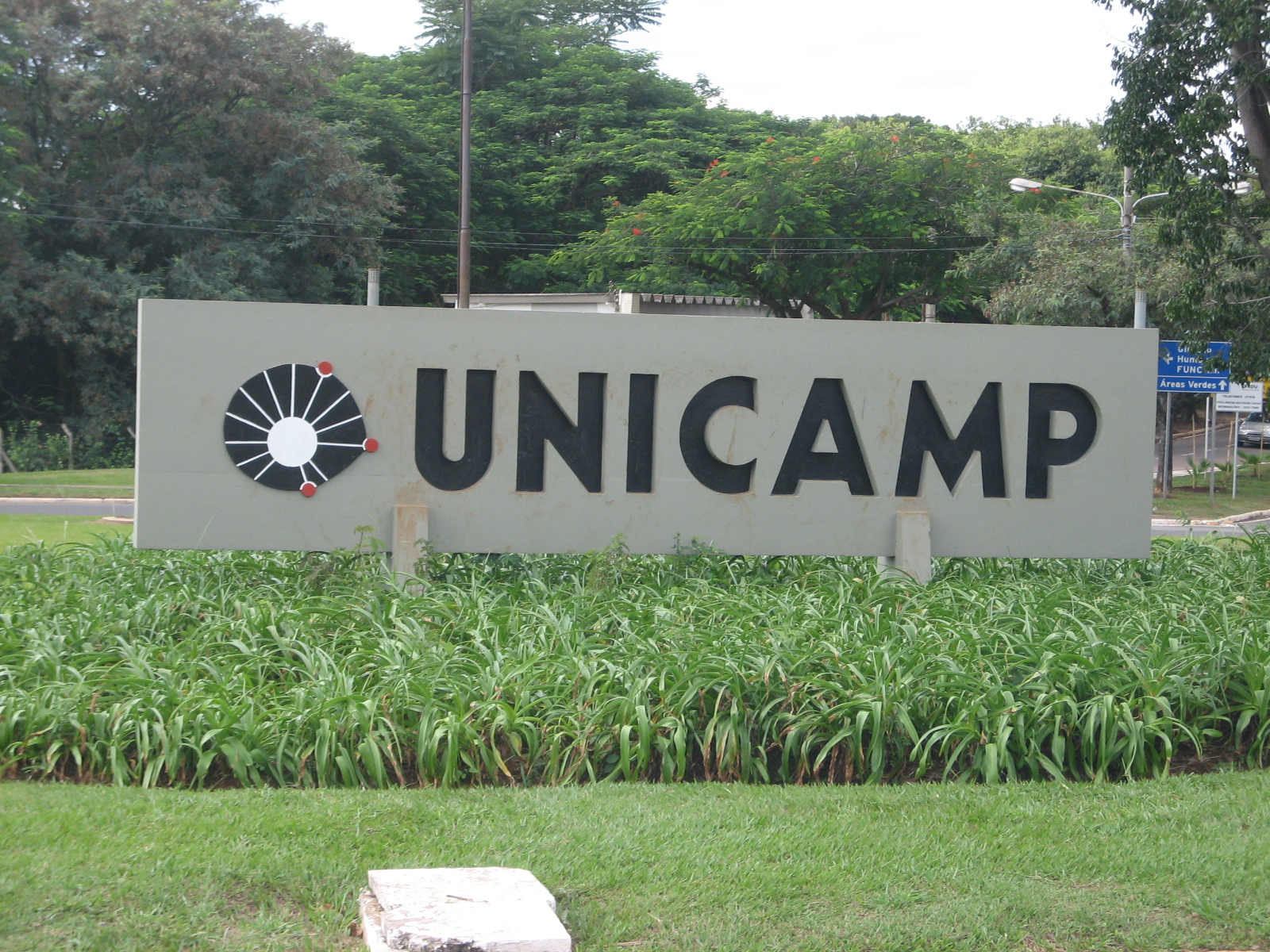
Entrada da Unicamp em Campinas.

- Entrada da Unicamp em Campinas.Universidade Estadual de Campinas (Unicamp): localiza-se no distrito de Barão Geraldo em Campinas além de outros campi, situados nos municípios de Limeira, Piracicaba, Paulínia e Sumaré.[22] Criada por decreto-lei em 1962 e inaugurada oficialmente em 1966, a Universidade Estadual de Campinas surgiu como um centro estratégico de formação de mão-de-obra altamente capacitada nas áreas de Tecnologia e Ciências Naturais, voltadas principalmente para a pesquisa científica. Com o tempo, a universidade se diversificou e, hoje, há grande destaque por sua formação e produção científica nas Ciências Humanas, sobretudo nas áreas de Artes, Economia, Filosofia, História e Geografia. Atualmente, a instituição mantém o status de ser a maior produtora de patentes de pesquisa no Brasil, superando instituições de renome como a Petrobras e a Universidade de São Paulo (USP)[23][24]

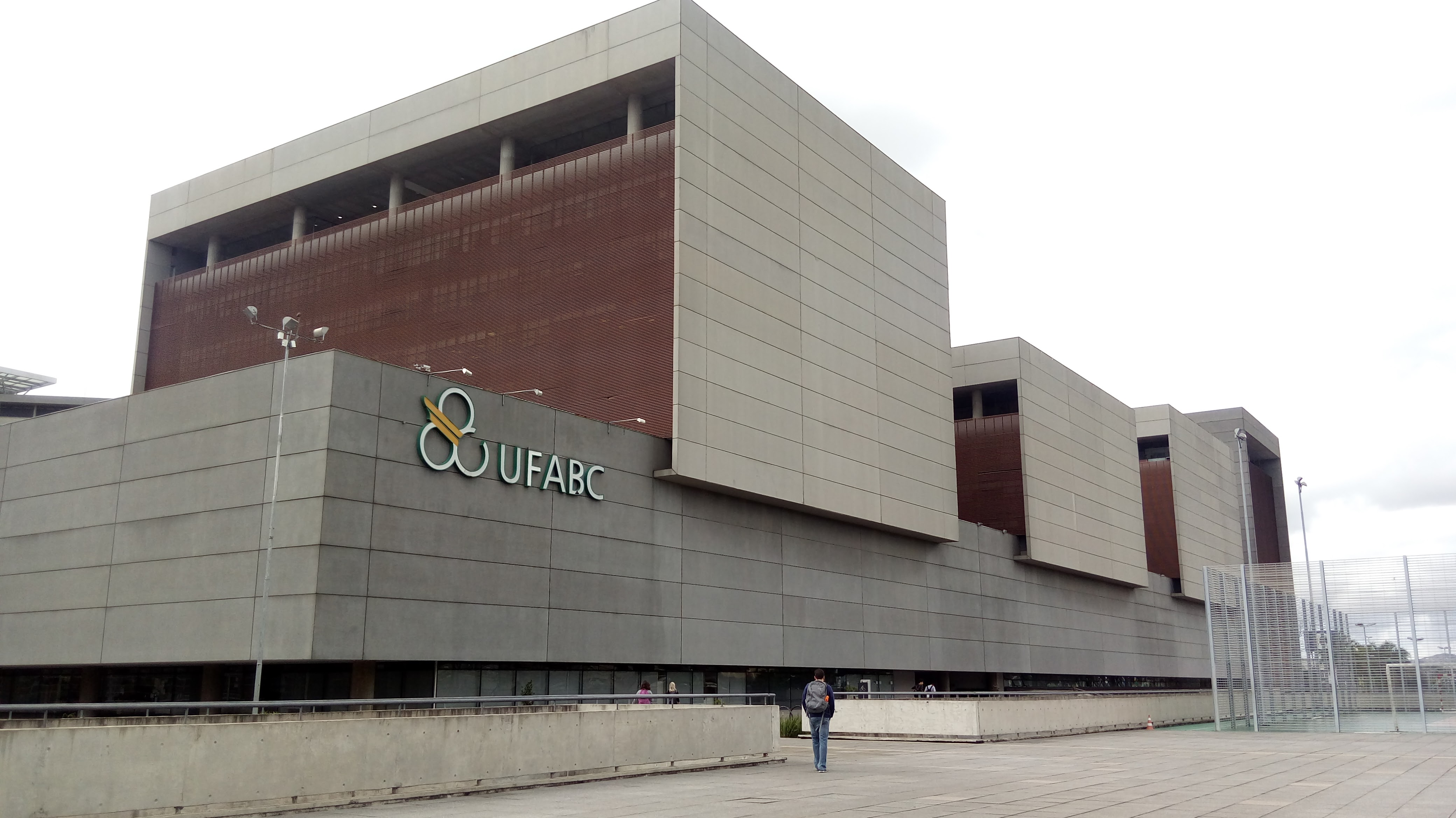
Fachada do campus Santo André da UFABC.

- Fachada do campus Santo André da UFABC.Universidade Federal do ABC (UFABC): sediada em Santo André (São Paulo) é a única universidade federal brasileira com 100% de professores doutores.[25] e, durante os anos 2010 e 2011, a única universidade brasileira com fator de impacto médio em publicações científicas acima da média mundial segundo a SCImago Institutions Rankings.[26][27] .  A universidade é baseada em um moderno sistema de formação multidisciplinar e desponta como pólo tecnológico de pesquisa nas áreas das Ciências Exatas e das Engenharias, participando de projetos ousados como o Grande Colisor de Hádrons (LHC) da Organização Europeia para a Investigação Nuclear (CERN)[28] e o Experimento DZero do Fermi National Accelerator Laboratory (Fermilab)[29]. Além disso, a universidade é a terceira maior demandante de pesquisas junto a FAPESP[30]. Tudo isso é possível pelo fato da universidade possuir alguns dos mais modernos e bem equipados laboratórios do Brasil[31], contando, inclusive, com o maior Supercomputador da América Latina[32]. A UFABC recentemente é a universidade mais procurada pelos estudantes no Sistema de Seleção Unificado (SiSU) do MEC[33]

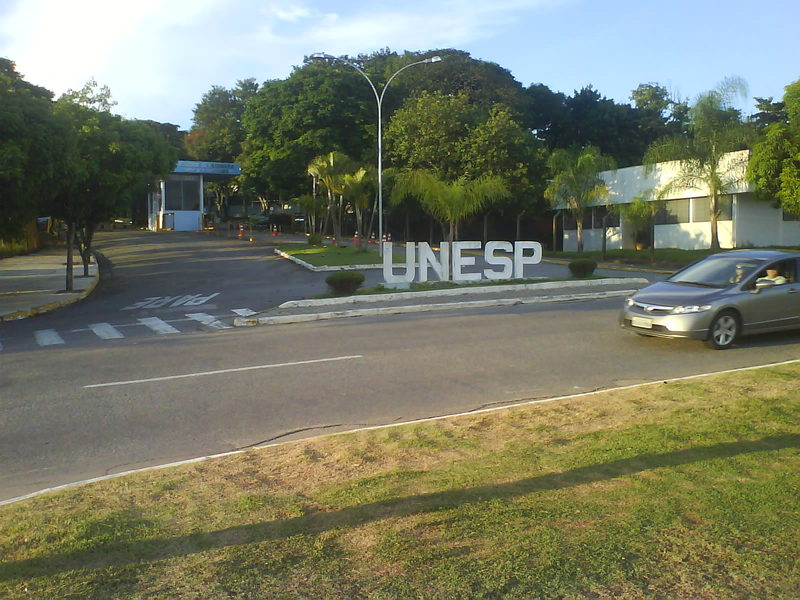
UNESP, Campus de Guaratinguetá

- UNESP, Campus de GuaratinguetáUniversidade Estadual Paulista (Unesp): criada em 1976, com a unificação dos "Institutos Isolados de Ensino Superior" do estado de São Paulo, a instituição disponibiliza cursos de graduação e pós-graduação em diversas áreas do conhecimento. Possui campi espalhados por várias cidades do estado, com a reitoria instalada na capital paulista, onde também se encontra o Instituto de Artes. No "Ranking das 500 melhores universidades do planeta", aparece na 485ª posição.[21]

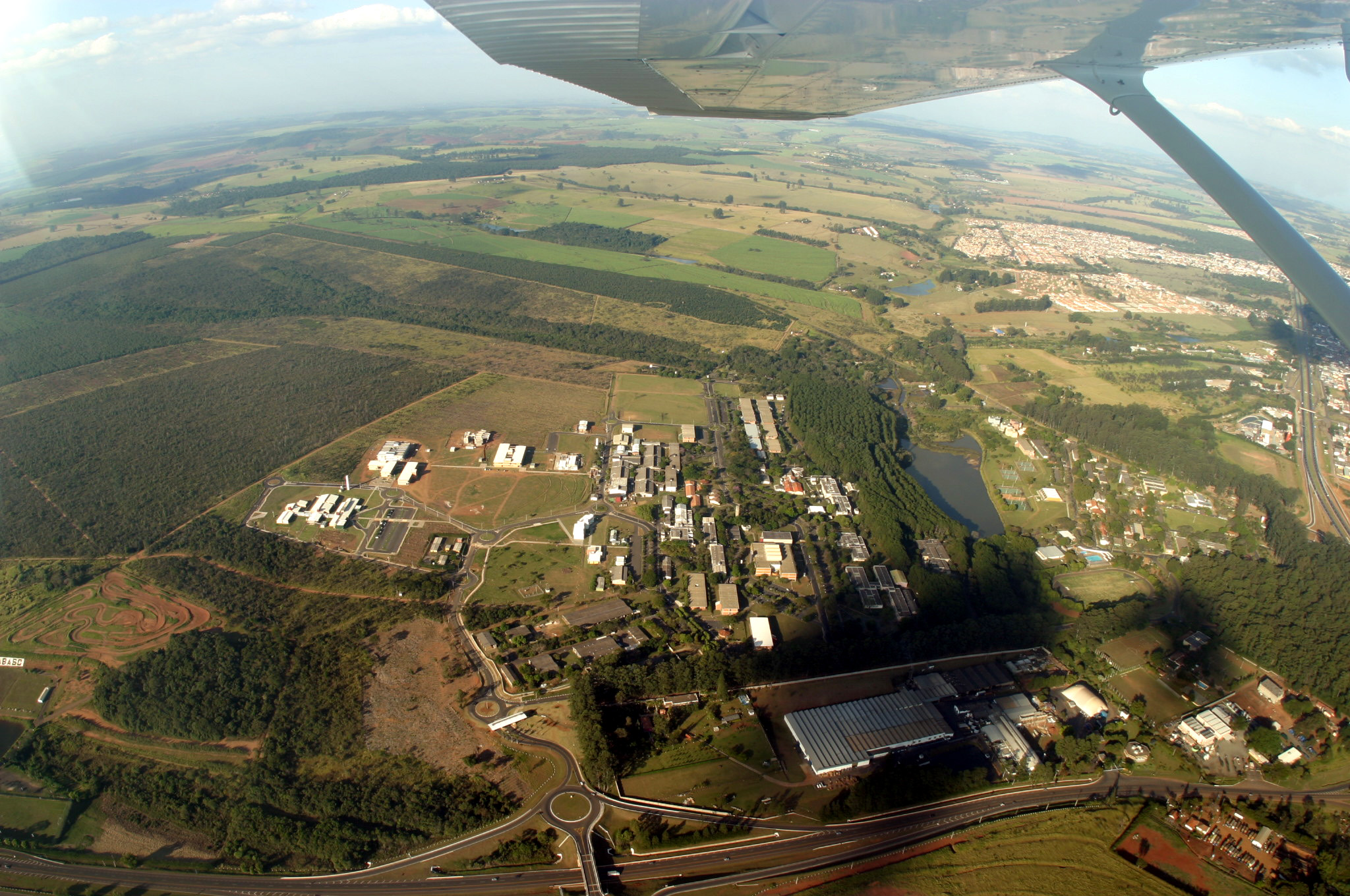
Fotografia aérea do campus da Universidade Federal de São Carlos.

- Fotografia aérea do campus da Universidade Federal de São Carlos.Universidade Federal de São Carlos (Ufscar): fundada em 1968 em São Carlos, é a única instituição federal de ensino superior localizada no interior de São Paulo. Destaca-se pelo alto nível de qualificação de seu corpo docente: 98,92% são doutores ou mestres. A Universidade possui três Campi: a sede fica em São Carlos com 230 hectares de extensão, sendo 25 mil m² de área construída. No campus de Araras são oferecidos os curso de graduação em engenharia agronômica, com importantes pesquisas na área, e biotecnologia, o campus possui 645 hectares, sendo 105 mil m² em áreas construídas. Em 2005, deu-se início à construção do Campus de Sorocaba, recebendo, já em 2006, calouros para os cursos de Bacharelado em Ciências Biológicas, Licenciatura em Ciências Biológicas, Turismo e Engenharia de Produção, posteriormente Bacharelado em Ciência da Computação e Bacharelado Ciências Econômicas.
- Universidade Federal de São Paulo (Unifesp): destacado centro de graduação e pós-graduação, sobretudo na área de saúde, conta com seu maior campus localizado na cidade, o qual congrega os cursos de Medicina, Enfermagem, Ciências Biomédicas, Fonoaudiologia e Tecnologia Oftálmica. Foi uma das primeiras instituições a organizar os programas de residência médica no país (1957) e de pós-graduação (1970), reconhecidos entre os pioneiros da área de saúde no Brasil.[34]. Atualmente a universidade passou por um amplo processo de expansão a partir da criação dos novos campis Baixada Santista, Diadema, Guarulhos (EFLCH), São José dos Campos e Osasco. Em 2013 lançou o Projeto Político-Pedagógico do curso de Direito, a ser ministrado em uma nova unidade na capital paulista.
- Instituto Tecnológico de Aeronáutica (ITA): é uma instituição de educação e ensino superior ligada ao Comando da Aeronáutica. Está localizado no Departamento de Ciência e Tecnologia Aeroespacial (DCTA), na cidade paulista de São José dos Campos. O ITA possui cursos de graduação e pós-graduação em áreas ligadas a engenharia, principalmente no setor Aeroespacial, sendo considerado o mais renomado centro de referência no ensino de engenharia do país.

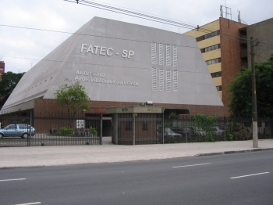
Fachada da FATEC - São Paulo

- Fachada da FATEC - São PauloFaculdade de Tecnologia do Estado de São Paulo (FATECs): são instituições públicas de ensino superior pertencentes ao Centro Estadual de Educação Tecnológica Paula Souza (CEETEPS). As FATECs são importantes instituições brasileiras de ensino superior, sendo pioneiras na graduação de tecnólogos. Elas estão localizadas em diversas cidades paulistas, com cinco campi na capital e várias outras unidades na Grande São Paulo, Interior e Litoral. Os cursos ministrados pela FATEC Bom Retiro (ou FATEC-SP) são os mais antigos, tendo sido ministrados ininterruptamente desde 1970. As FATECs são reconhecidas por formar profissionais de notória qualidade na área de tecnologia da informação, tecnologia em logística e transportes e tecnologia em mecânica de precisão (mecatrônica). O índice de empregabilidade dos ex-alunos das FATECs é alto para os padrões nacionais, com mais de 93% deles no mercado de trabalho.
- Instituto Federal de São Paulo(IFSP): antigo Centro Federal de Educação Tecnológica de São Paulo (CEFET/SP), é uma instituição que oferece educação superior, básica e profissional, de forma pluri curricular. É uma instituição multicampi, especializada na oferta de educação profissional e tecnológica nas diferentes modalidades de ensino. O IFSP é uma instituição federal, pública, vinculada diretamente ao Ministério da Educação. No ano de 2009 o ensino médio alcançou a 35º posição das melhores escolas do país no ENEM, e ficou como a melhor escola pública do Estado de São Paulo.

Entre as instituições privadas, destacam-se:

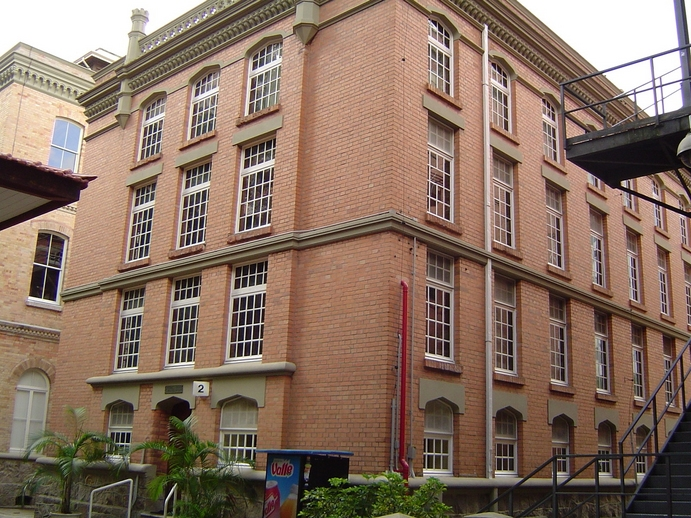
Biblioteca Central "George Alexander" da Universidade Presbiteriana Mackenzie.

- Pontifícia Universidade Católica de São Paulo (PUC-SP): mantida pela Mitra Arquidiocesana de São Paulo, foi fundada em 1946 pelo cardeal arcebispo de São Paulo, Carlos Carmelo de Vasconcellos Mota. Possui seis campi no estado, sendo quatro deles na capital paulista, um deles (em Perdizes) tombado pelo Patrimônio Histórico do município. Oferece uma grande gama de cursos de graduação e especialização em diversas áreas de conhecimento humano, e seus cursos de mestrado e doutorado enfocam principalmente as áreas de ciências humanas e educação. A PUC-SP também mantém o teatro Tuca, a editora EDUC e a Derdic, uma escola especial direcionada a crianças portadoras de deficiência auditiva. Foi a primeira universidade brasileira a eleger o reitor por voto direto dos alunos, professores e funcionários.
- Universidade Presbiteriana Mackenzie: mantida pela Igreja Presbiteriana do Brasil, uma das instituições de ensino mais antigas da cidade, datando de 1870, teve sua origem em um colégio fundado pelos missionários norte-americanos George Whitehill Chamberlain e Mary Ann Annesley Chamberlain. Atualmente, mantém cursos em outras cidades brasileiras como Barueri, Brasília e Rio de Janeiro. É composta por dez faculdades, incluindo cursos de graduação e pós-graduação em áreas diversas como Administração de Empresas, Direito, Engenharia, Ciências Biológicas e Arquitetura. Os edifícios do campus principal são tombados pelo Patrimônio Histórico da cidade.

Completam o exemplário acima as seguintes instituições: Universidade Anhembi Morumbi, São Marcos, Universidade Bandeirante de São Paulo (Uniban), Universidade Cruzeiro do Sul (Unicsul), Universidade Metodista de Piracicaba, Universidade Paulista (Unip) e Universidade São Judas Tadeu – entre outras. Além destas universidades, São Paulo também conta com diversos institutos de ensino superior e pesquisa em áreas específicas, entre os quais podem ser destacados a Fundação Armando Álvares Penteado (FAAP) (engenharia, artes e ciências humanas), a Fundação Getúlio Vargas (FGV) (administração e direito) e a Escola Superior de Propaganda e Marketing (ESPM).

### Principais institutos de pesquisa

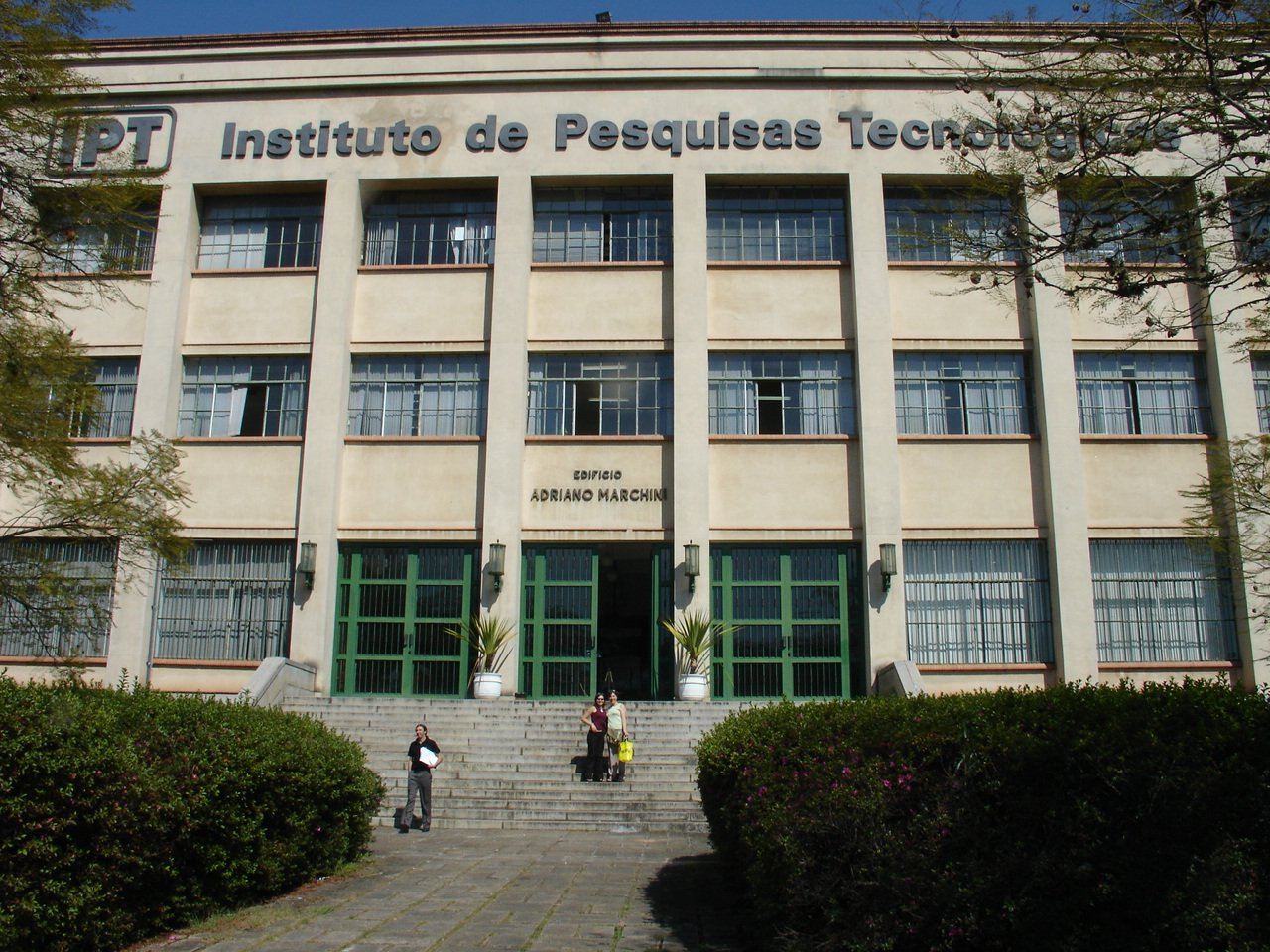
Instituto de Pesquisas Tecnológicas.

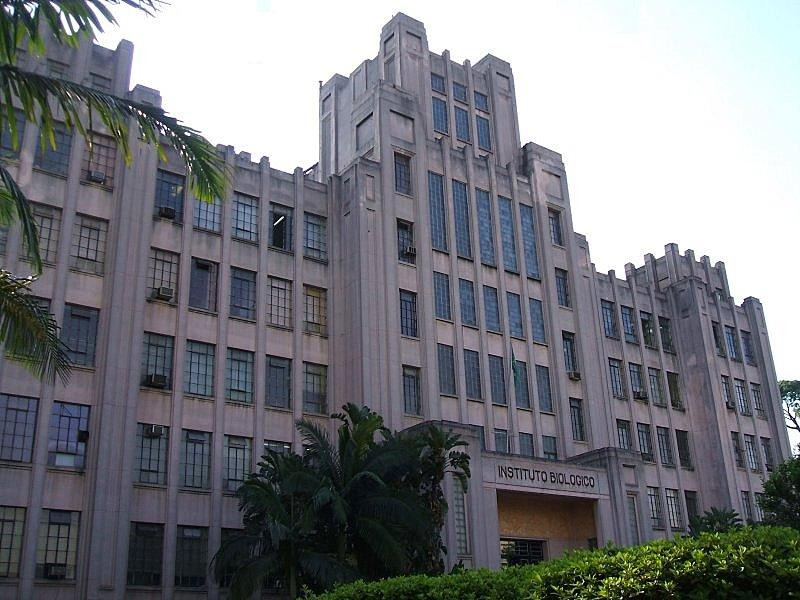
Instituto Biológico, na Vila Mariana.

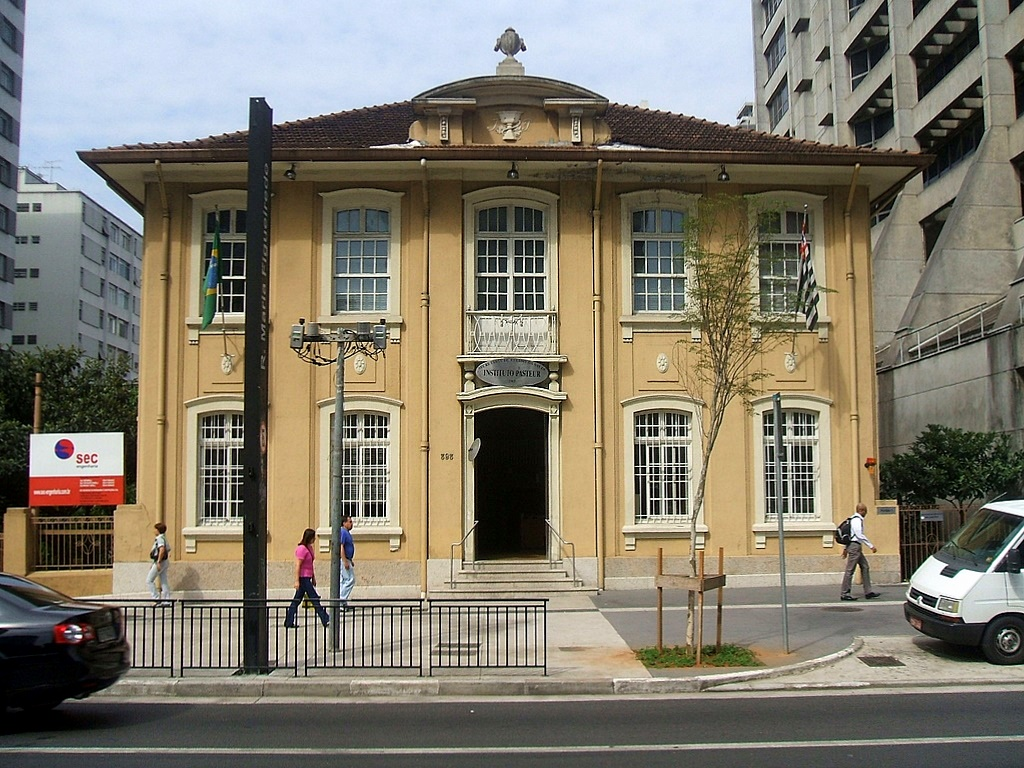
Instituto Pasteur, na avenida Paulista.

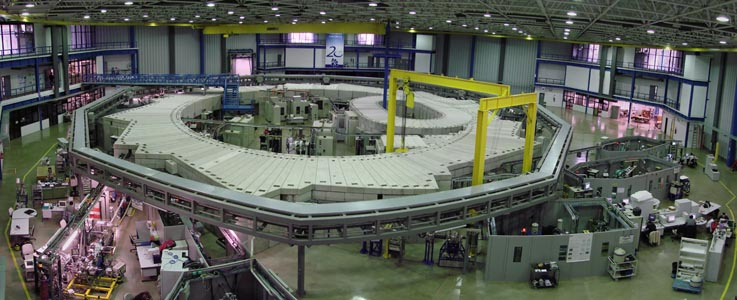
Laboratório Nacional de Luz Síncrotron.

- Instituto de Pesquisas Tecnológicas (IPT): também instalado em um campus de 240 mil m² na Cidade Universitária Armando de Salles Oliveira, representa um dos maiores núcleos de pesquisa da América Latina, com atuação de destaque no suporte às políticas públicas. Comporta 13 centros de especialidade técnica e 30 laboratórios[35][36] com atuação em pesquisa e desenvolvimento de serviços tecnológicos, ensaios, análises e estudos direcionados a metalurgia, energia, geologia aplicada, química e engenharias em geral, além de incubadoras de empresas de tecnologia.[35]
- Instituto de Pesquisas Energéticas e Nucleares (IPEN): em atividade desde 1956, quando foi criado sob a denominação de "Instituto de Energia Atômica", por um convênio estabelecido entre a USP e o CNP. Atualmente, a gestão técnica e administrativa fica a encargo da Comissão Nacional de Energia Nuclear (CNEN).[37] Suas instalações ocupam uma área total de 500 mil m² na Cidade Universitária Armando de Salles Oliveira (CUASO).[37] Desenvolve estudos em tecnologias nacionais para a produção de materiais e equipamentos nucleares, ensaios com reatores de pesquisa e análise de segurança e procedimentos de proteção radiológica e formação de recursos humanos na área.[37] Em associação com a USP, conduz programas de pós-graduação em nível de mestrado e doutorado.[37]
- Instituto Butantan: pólo de pesquisa biomédica fundado em 1901 na então fazenda Butantan, e atualmente vinculado à Secretaria de Saúde de São Paulo, fabrica antígenos e vacinas diversos, e é o maior produtor nacional de soros antiofídicos.[38] Centro de renome internacional em pesquisa científica de animais peçonhentos, conta com 14 laboratórios e um núcleo de biotecnologia.[39]
- Instituto Biológico: instituído em 1927, com vistas a debelar uma praga que vicejava nos cafezais paulistas, dedica-se atualmente ao desenvolvimento de pesquisas em biossegurança e à prestação de atendimento fito e zoossanitário.[40] Executa testes laboratoriais e produz vacinas e antígenos diversos. Também é responsável por uma série de publicações e boletins científicos e mantém sob sua guarda um importante acervo de microorganismos patogênicos.[40]
- Instituto Pasteur: como entidade ligada à Secretaria de Saúde de São Paulo, dedica-se à pesquisa científica sobre a raiva animal. Fundado em 1903,[41] impulsionou sobremaneira as pesquisas sobre bacteriologia e zoopatologias, consolidando-se como uma das principais referências da área na América Latina.[41]
- Instituto de Medicina Tropical de São Paulo (IMTSP): criado em 1959,[42] como um órgão complementar da Faculdade de Medicina da USP, e com o objetivo pleno de fomentar pesquisas e subvencionar estudos científicos e tecnológicos para o diagnóstico, tratamento, controle e prevenção de doenças tropicais e endêmicas,[42] converteu-se, em 2000, em unidade especializada, gozando de total autonomia administrativa interna.[42] Desempenhou significativas contribuições científicas nacionais e internacionais em diversos campos, além de atuar como centro de formação, aperfeiçoamento e prestação de serviços especializados na área.[42]
- Instituto Florestal: criado em 1896 sob a denominação "Horto Botânico de São Paulo",[43] visa à preservação das matas nativas remanescentes no estado. Também subsidia atividades de pesquisa direcionadas à conservação de espécies silvestres ou raras, ao reflorestamento e silvicultura racional, além de programas de educação ambiental. É detentor de um grande patrimônio físico de parques e reservas.[43]
- Instituto Nacional de Pesquisas Espaciais (INPE): criado em 1961, sua sede localiza-se em São José dos Campos. Tem como objetivo promover e executar estudos, pesquisas científicas, desenvolvimento tecnológico e capacitação de recursos humanos, nos campos da Ciência Espacial e da Atmosfera, das Aplicações Espaciais, da Meteorologia e da Engenharia e Tecnologia Espacial, bem como em domínios correlatos, conforme as políticas e diretrizes definidas pelo Ministério da Ciência e Tecnologia. As atividades atualmente desenvolvidas pelo INPE buscam demonstrar que a utilização da ciência e da tecnologia espacial, pode influir na qualidade de vida da população brasileira e no desenvolvimento do Brasil.
- Laboratório Nacional de Luz Síncrotron (LNLS): localizado no Distrito de Barão Geraldo da cidade de Campinas, é uma instituição de pesquisa em física, biologia estrutural e nanotecnologia. O LNLS possui um acelerador de partículas (um síncrotron) usado como fonte de luz que é o único desse gênero no Hemisfério Sul e foi construído e projetado no Brasil.
- Instituto Agronômico de Campinas (IAC): fundado em 1887 pelo Imperador D. Pedro II, recebeu a denominação de Imperial Estação Agronômica de Campinas e, em 1892, passou para o Governo do Estado de São Paulo. É um órgão de pesquisa da Agência Paulista de Tecnologia dos Agronegócios, da Secretaria de Agricultura e Abastecimento do Estado de São Paulo, localizado no município de Campinas. Tem como objetivo gerar e transferir Ciência e Tecnologia para o Negócio Agrícola, visando à otimização dos sistemas de produção vegetal e ao desenvolvimento sócio-econômico com qualidade ambiental. Sua atuação garante ainda a oferta de alimentos à população e matéria-prima à indústria, cooperando para a segurança alimentar e para a competitividade dos produtos no mercado interno e externo.